# Ногарі-Кецлані
Ногарі-Кецлані (груз. ნოღარი-კეცლანი) — село в Грузії.
За даними перепису населення 2014 року в селі проживає 5 осіб.